# 眺海の森
眺海の森（ちょうかいのもり）は、山形県酒田市土渕にある森林公園。松山地区と平田地区の間の標高200-300mの丘陵地帯にある。遊歩百選にも選定されている。

## 概要
酒田市松山地区の外山山頂に立地。庄内平野と最上川、日本海を一望できるビュースポットとして知られている。鳥海山、月山、飛島なども眺めることが可能。
園内には宿泊施設もあり、その他にもキャンプ場やスキー場、ピクニックランドといったアウトドア施設や、天体観測館といった学習施設もある。

## 園内概要
- 宿泊施設「眺海の森さんさん」[2]
- 眺海の森ピクニックランド[2]
- 天体観測館・コスモス童夢
- 森林学習展示館
- 松山スキー場
  - 人工ゲレンデも存在し、夏の利用も可能[6]。
- 眺海の森展望台
- 峰の薬師公園
- 野外ステージ
- 外山キャンプ場

## アクセス
- 車
  - JR余目駅から約15分[1]
  - JR酒田駅から35分[4]
  - 日本海東北自動車道・酒田ICから約35分[1]
  - 庄内空港から40分[4]

## 周辺
- 国道345号
- 松山歴史公園
  - 松山城址
  - 松山文化伝承館
- 松山温泉
- 總光寺